# Радиотелецентр РТРС в Республике Адыгея

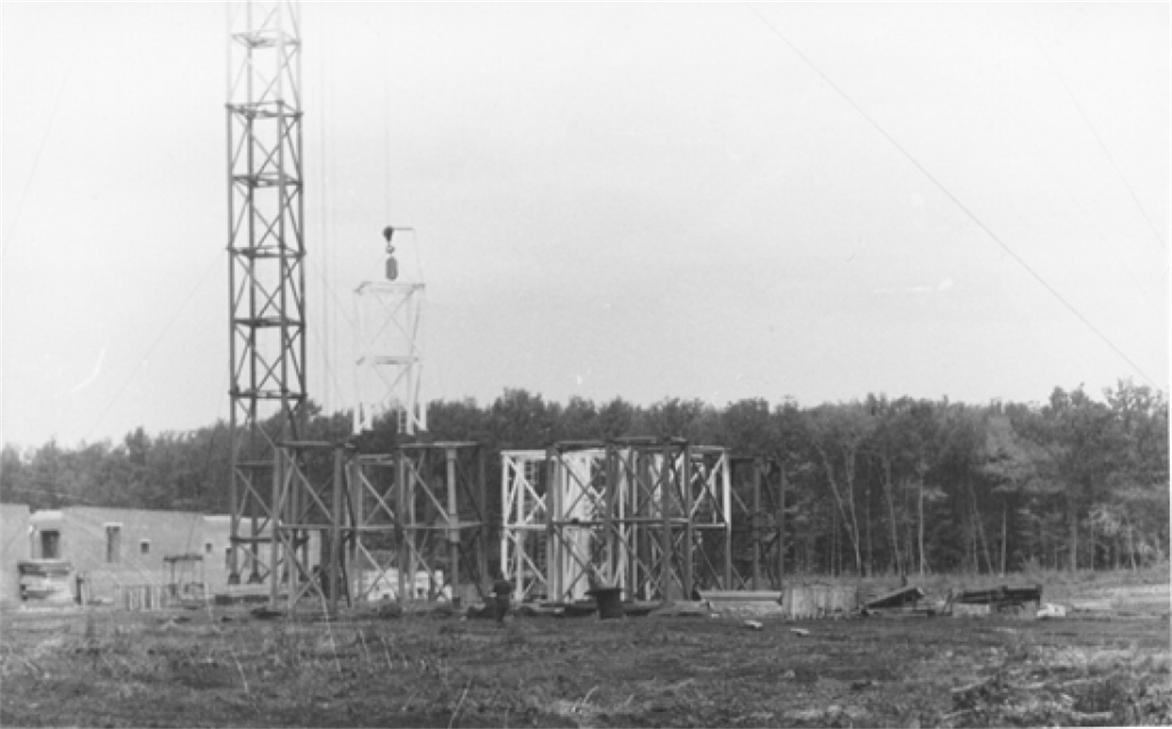
Строительство АМС в Майкоп,1979 год.

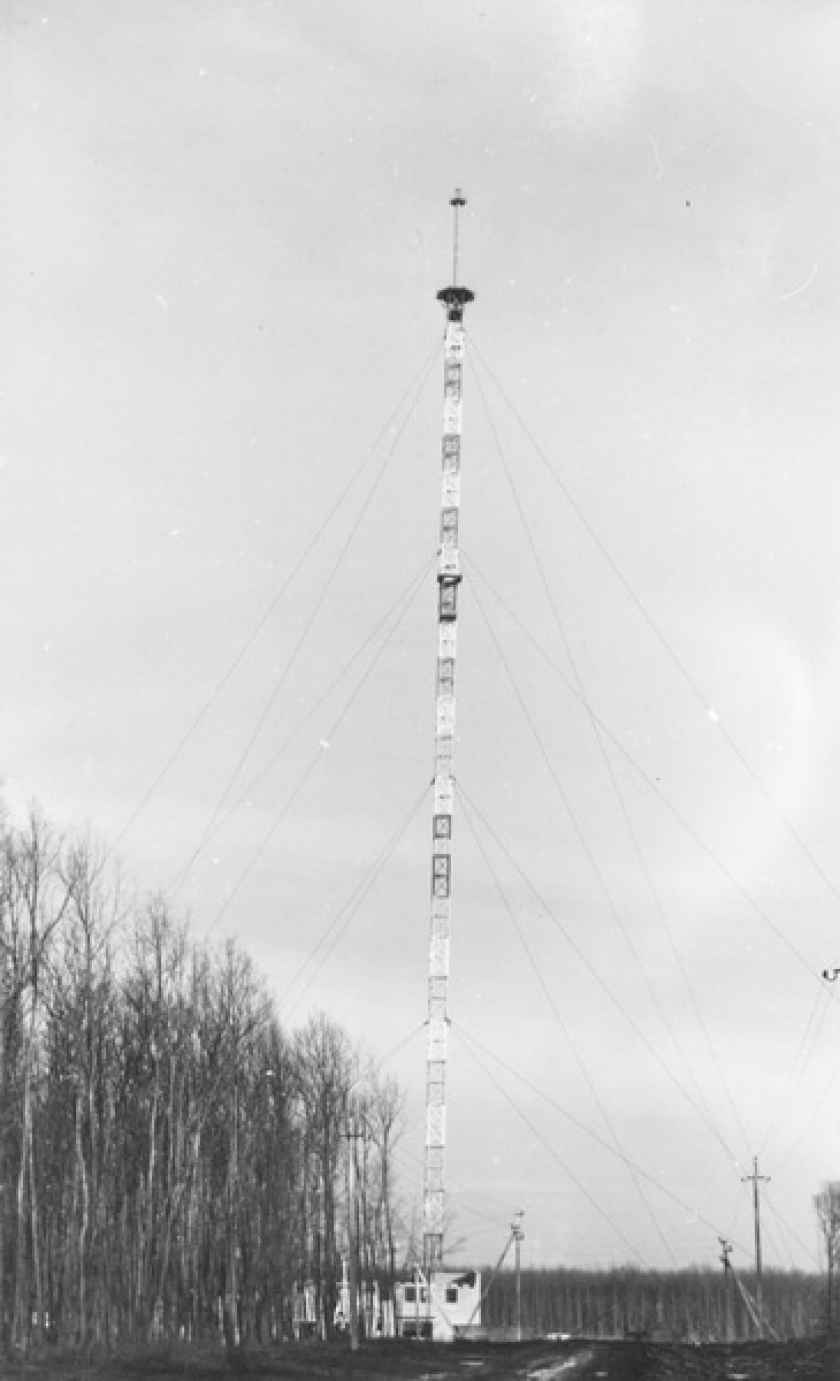
Строительство АМС в Майкоп, 1980 год.

Филиал РТРС «РТПЦ Республики Адыгея» — подразделение Российской телевизионной и радиовещательной сети, основной оператор цифрового эфирного и аналогового эфирного теле- и радиовещания в Республике Адыгея. Филиал обеспечивает 20 бесплатными цифровыми эфирными телеканалами 99,52 % населения, способствует развитию мобильной телефонной связи.
Филиал создан в соответствии с приказом генерального директора РТРС от 31 декабря 2001 года № 30.25.
Задача филиала — обеспечение жителей региона бесперебойным, многоканальным и доступным телерадиовещанием.

## История

### 1960−1970-е годы
В апреле 1961 года в Майкопе началось телевизионное вещание, организованное с помощью ретранслятора первой общесоюзной телевизионной программы, осуществлявшееся на 8-м телевизионном канале (ТВК), мощностью 100 Вт, эфирный переприём шёл от передатчика 5 ТВК ТТР-15/7,5 Краснодарского КРТПЦ.
12 ноября 1975 года был заказан технический рабочий проект на строительство радиотелевизионной станции (РТС) в Майкопе и радиорелейной линии (РРЛ) Краснодар — Майкоп.
28 января 1976 года был утвержден Акт выбора площадки РТС, а 3 февраля того же года подписан Акт выбора трассы РРЛ Краснодар — Майкоп.
7 июля 1976 года было принято Постановление Совета министров РСФСР № 365 «О строительстве телевизионного ретранслятора в Майкопе и РРЛ Краснодар — Майкоп».
В январе 1978 года была произведена расчистка участка и положено начало строительству подъездной дороги и линии электропередачи к территории РТС в Майкопе.
Центральный фундамент антенно-мачтового сооружения был залит 27 марта 1979 года.

### 1980−1990-е годы
В сентябре 1980 года были завершены общестроительные работы и организован монтаж технологического оборудования.
4 апреля 1981 года считается официальной датой начала регулярного вещания первой всесоюзной программы телевидения Майкопской РТС Краснодарского КРТПЦ передатчиком 8 ТВК «Зона-2». Этот день сотрудники филиала считают днем рождения предприятия.
В сентябре 1981 года были введены в эксплуатацию две программы ЧМ радиовещательной станции «Дождь-2».
В 1983 году ввели в эксплуатацию телевизионный передатчик «Ильмень» 32 ТВК мощностью 20 кВт, что положило начало регулярному вещанию второй всесоюзной программы телевидения.
В 1986 году введена в эксплуатацию РТС в поселке Хамышки, в 1987 году — РТС в поселке Гузерипль, в 1990 году — РТС в станице Севастопольской.
1 января 1991 года на базе Майкопской радиотелевизионной станции Краснодарского КРТПЦ создано государственное предприятие связи «Адыгейский республиканский радиотелевизионный передающий центр».
13 декабря 1991 года сотрудниками «Адыгейского республиканского радиотелевизионного передающего центра» во главе с радиоинженером Алием Куйсоковым создан местный телеканал «Майкоп-ТВ».
В феврале 1993 года введена в эксплуатацию РТС в посёлке Каменномостский, в декабре 1993 года — РТС в станице Даховской, в декабре 1995 года — РТС в ауле Тахтамукай, в ноябре 1996 года — РТС в ауле Ходзь.
15 сентября 1998 года на основании Указа Президента РФ от 8 мая 1998 года № 511, в соответствии с постановлением Правительства РФ от 27 июля 1998 года № 844 «О формировании единого комплекса государственных электронных средств массовой информации», государственное предприятие «Адыгейский республиканский РТПЦ» реорганизовано в филиал ВГТРК.

### 2000−2010-е годы
В июле 2000 года введены в эксплуатацию РТС в сёлах Красногвардейское и Новопрохладное, в январе 2001 года РТС в ауле Кошехабль, в июле 2001 года РТС в посёлках и Садовый.
13 августа 2001 года Президент Российской Федерации подписал Указ «О создании федерального государственного унитарного предприятия «Российская телевизионная и радиовещательная сеть».
31 декабря 2001 года Приказом № 30/25 генерального директора РТРС создан филиал федерального государственного унитарного предприятия «Российская телевизионная и радиовещательная сеть» «Радиотелевизионный передающий центр Республики Адыгея».
В 2009 году введена в эксплуатацию РТС в посёлке Шовгеновский.

## Деятельность
3 декабря 2009 года постановлением Правительства России № 985 утверждена федеральная целевая программа «Развитие телерадиовещания в Российской Федерации на 2009—2018 годы» . Республика Адыгея вошла во вторую очередь создания сети цифрового эфирного вещания. В 2011 году филиал начал проектирование и строительство сети цифрового эфирного телевизионного вещания в Республике Адыгея. 5 октября 2012 года в тестовом режиме были включены цифровые передатчики первого мультиплекса.
10 апреля 2013 года начал свою работу Майкопский центр консультационной поддержки цифрового телевидения, деятельность которого была направлена на информирование населения о переходе на цифровое телевещание, организованное квалифицированными специалистами Радиотелецентра РТРС в Республики Адыгея.
15 июля 2013 года завершилось строительство сети цифрового эфирного вещания первого мультиплекса в Республике Адыгея. 2 октября 2013 года произведен запуск первого мультиплекса цифрового телерадиовещания. 9 июля 2018 года ГТРК «Адыгея» и Радиотелецентр РТРС в Республики Адыгея торжественно начали трансляцию программ в составе цифровых телеканалов пакета РТРС-1 (первый мультиплекс). Региональные программы ГТРК «Адыгея» стали доступны на каналах «Россия 1», «Россия 24» и «Радио России» для 99,52 % жителей Республики Адыгея.
20 ноября 2018 года РТРС в полном объеме начал трансляцию второго мультиплекса в регионе.
25 мая 2019 года на Площади Ленина в Майкопе была проведена массовая молодежная акция «Запуск цифровых воздушных змеев». Мероприятие посвятили переходу Адыгеи на цифровое эфирное вещание.
3 июня 2019 года в Республике Адыгея было отключено аналоговое телевещание федеральных телеканалов. Республика Адыгея полностью перешла на цифровое эфирное телевидение.
15 ноября 2019 года филиал провел тренинг для представителей всех муниципалитетов городов и районов Республики Адыгея по перенастройке цифровых приставок после изменения параметров первого мультиплекса. Это было необходимо перед стартом вещания региональных блоков на телеканале «ОТР».
29 ноября 2019 года филиал начал вещание региональных блоков новостей телеканала «Майкопское городское телевидение» в сетке телеканала «ОТР».

## Организация вещания
РТРС транслирует в Республике Адыгея:
- 20 телеканалов и три радиоканала в цифровом формате — два мультиплекса. Вещание первого мультиплекса ведётся на 22 ТВК (482 МГц), второго мультиплекса — на 45ТВК (666 МГц);
- один телеканал и три радиоканала в аналоговом формате.

Эфирное наземное телерадиовещание в Республике Адыгея обеспечивают 17 передающих станций. В сети вещания РТРС действуют 33 телевизионных передающих устройства (включая цифровые) и 14 передатчиков радиовещания.
Сеть включает 200-метровую мачту и еще 16 антенно-мачтовых сооружений.

## Объекты Филиала
| Название объекта                 | Место установки                             | Высота АМС, м | Вещаемые СМИ                      | ТВК/МГц   | Мощность, кВт |
| -------------------------------- | ------------------------------------------- | ------------- | --------------------------------- | --------- | ------------- |
| Станция ЦНТВ «Адыгейск»          | г. Адыгейск                                 | 30            | Пакета РТРС-1                     | 22 ТВК    | 0,01          |
| Станция ЦНТВ «Адыгейск»          | г. Адыгейск                                 | 30            | Пакета РТРС-2                     | 45 ТВК    | 0,01          |
| Станция РТС «Гузерипль»          | Майкопский р-н, п. Гузерипль                | 12,5          | «Радио России»                    | 103,0 МГц | 0,03          |
| Станция ЦНТВ «Даховская»         | Майкопский р-н, ст-ца Даховская             | 30            | Пакета РТРС-1                     | 22 ТВК    | 0,05          |
| Станция ЦНТВ «Даховская»         | Майкопский р-н, ст-ца Даховская             | 30            | Пакета РТРС-2                     | 45 ТВК    | 0,05          |
| Станция ЦНТВ «Даховская»         | Майкопский р-н, ст-ца Даховская             | 30            | «Радио России»                    | 100,8 МГц | 0,03          |
| Станция ЦНТВ «Каменномостский»   | Майкопский р-н, п. Каменномостский          | 20            | Пакета РТРС-1                     | 22 ТВК    | 0,05          |
| Станция ЦНТВ «Каменномостский»   | Майкопский р-н, п. Каменномостский          | 20            | Пакета РТРС-2                     | 45 ТВК    | 0,05          |
| Станция ЦНТВ «Каменномостский»   | Майкопский р-н, п. Каменномостский          | 20            | «Радио России»                    | 101,1 МГц | 0,03          |
| Станция РТС «Кошехабль»          | Кошехабльский р-н, аул Кошехабль            |               | «Радио России»                    | 71,93 МГц | 0,5           |
| Станция ЦНТВ «Красногвардейское» | Красногвардейский р-н, с. Красногвардейское | 40            | Пакета РТРС-1                     | 22 ТВК    | 0,5           |
| Станция ЦНТВ «Красногвардейское» | Красногвардейский р-н, с. Красногвардейское | 40            | Пакета РТРС-2                     | 45 ТВК    | 0,5           |
| Станция ЦНТВ «Красногвардейское» | Красногвардейский р-н, с. Красногвардейское | 40            | «Радио России»                    | 107,4 МГц | 0,1           |
| Станция РТПС «Майкоп»            | г. Майкоп                                   | 200           | Пакета РТРС-1                     | 22 ТВК    | 5             |
| Станция РТПС «Майкоп»            | г. Майкоп                                   | 200           | Пакета РТРС-2                     | 45 ТВК    | 5             |
| Станция РТПС «Майкоп»            | г. Майкоп                                   | 200           | «Радио России»                    | 98,8 МГц  | 1             |
| Станция РТПС «Майкоп»            | г. Майкоп                                   | 200           | «КАЗАК FM»                        | 101,5 МГц | 2             |
| Станция РТПС «Майкоп»            | г. Майкоп                                   | 200           | «Маяк»                            | 104,0 МГц | 1             |
| Станция РТПС «Майкоп»            | г. Майкоп                                   | 200           | Кубань 24: Майкопское Телевидение | 50 ТВК    | 1             |
| Станция ЦНТВ «Натырбово»         | Кошехабльский р-н, с. Натырбово             | 20            | Пакета РТРС-1                     | 22 ТВК    | 0,05          |
| Станция ЦНТВ «Натырбово»         | Кошехабльский р-н, с. Натырбово             | 20            | Пакета РТРС-2                     | 45 ТВК    | 0,05          |
| Станция ЦНТВ «Новопрохладное»    | Майкопский р-н, Новопрохладное              | 20            | Пакета РТРС-1                     | 22 ТВК    | 0,01          |
| Станция ЦНТВ «Новопрохладное»    | Майкопский р-н, Новопрохладное              | 20            | Пакета РТРС-2                     | 45 ТВК    | 0,01          |
| Станция ЦНТВ «Новопрохладное»    | Майкопский р-н, Новопрохладное              | 20            | «Радио России»                    | 103,9 МГц | 0,03          |
| Станция ЦНТВ «Новосвободная»     | Майкопский р-н, Новосвободное               | 10            | Пакета РТРС-1                     | 22 ТВК    | 0,01          |
| Станция ЦНТВ «Новосвободная»     | Майкопский р-н, Новосвободное               | 10            | Пакета РТРС-2                     | 45 ТВК    | 0,01          |
| Станция ЦНТВ «Новосвободная»     | Майкопский р-н, Новосвободное               | 10            | «Радио России»                    | 103,9 МГц | 0,03          |
| Станция ЦНТВ «Псейтук»           | Тахтамукайский р-н, аул Псейтук             | 20            | Пакета РТРС-1                     | 22 ТВК    | 0,01          |
| Станция ЦНТВ «Псейтук»           | Тахтамукайский р-н, аул Псейтук             | 20            | Пакета РТРС-2                     | 45 ТВК    | 0,01          |
| Станция ЦНТВ «Садовый»           | Майкопский р-н, п. Садовый                  | 10            | Пакета РТРС-1                     | 22 ТВК    | 0,01          |
| Станция ЦНТВ «Садовый»           | Майкопский р-н, п. Садовый                  | 10            | Пакета РТРС-2                     | 45 ТВК    | 0,01          |
| Станция ЦНТВ «Севастопольская»   | Майкопский р-н, ст-ца Севастопольская       | 10            | Пакета РТРС-1                     | 22 ТВК    | 0,01          |
| Станция ЦНТВ «Севастопольская»   | Майкопский р-н, ст-ца Севастопольская       | 10            | Пакета РТРС-2                     | 45 ТВК    | 0,01          |
| Станция ЦНТВ «Севастопольская»   | Майкопский р-н, ст-ца Севастопольская       | 10            | «Радио России»                    | 100,2 МГц | 100,2         |
| Станция ЦНТВ «Тахтамукай»        | Тахтамукайский р-н, аул Тахтамукай          | 30            | Пакета РТРС-1                     | 22 ТВК    | 0,25          |
| Станция ЦНТВ «Тахтамукай»        | Тахтамукайский р-н, аул Тахтамукай          | 30            | Пакета РТРС-2                     | 45 ТВК    | 0,25          |
| Станция ЦНТВ «Тахтамукай»        | Тахтамукайский р-н, аул Тахтамукай          | 30            | «Радио России»                    | 73,76 МГц | 0,5           |
| Станция ЦНТВ «Усть-Сахрай»       | Майкопский р-н, п. Усть-Сахрай              | 10            | Пакета РТРС-1                     | 22 ТВК    | 0,01          |
| Станция ЦНТВ «Усть-Сахрай»       | Майкопский р-н, п. Усть-Сахрай              | 10            | Пакета РТРС-2                     | 45 ТВК    | 0,01          |
| Станция ЦНТВ «Усть-Сахрай»       | Майкопский р-н, п. Усть-Сахрай              | 10            | «Радио России»                    | 100,3 МГц | 0,03          |
| Станция ЦНТВ «Хамышки»           | Майкопский р-н, с. Хамышки                  | 20            | Пакета РТРС-1                     | 22 ТВК    | 0,05          |
| Станция ЦНТВ «Хамышки»           | Майкопский р-н, с. Хамышки                  | 20            | Пакета РТРС-2                     | 45 ТВК    | 0,05          |
| Станция ЦНТВ «Хамышки»           | Майкопский р-н, с. Хамышки                  | 20            | «Радио России»                    | 100,9 МГц | 0,03          |
| Станция ЦНТВ «Ходзь»             | Кошехабльский р-н, аул Ходзь                | 30            | Пакета РТРС-1                     | 22 ТВК    | 0,1           |
| Станция ЦНТВ «Ходзь»             | Кошехабльский р-н, аул Ходзь                | 30            | Пакета РТРС-2                     | 45 ТВК    | 0,1           |

## Состав цифровых пакетов РТРС-1 и РТРС-2
| Цифровой пакет | Пакет РТРС-1 1-й мультиплекс 22 ТВК | - Первый канал - Россия-1 - Матч ТВ - НТВ - Пятый канал - Россия-Культура - Россия-24 - Карусель - ОТР - ТВ Центр - Вести ФМ - Маяк - Радио Росси |
| Цифровой пакет | Пакет РТРС-2 2-й мультиплекс 45 ТВК | - РЕН ТВ - Спас - СТС - Домашний - ТВ-3 - Пятница! - Звезда - Мир - ТНТ - Муз-ТВ                                                                  |

## Структура филиала
1) Аппарат управления: бухгалтерия.
2) Производственные подразделения: цех «Майкоп», Отдел оперативного управления сетью, Производственно-технический отдел, Производственная лаборатория, Группа информационных технологий, Энергогруппа.
3) Вспомогательные подразделения: хозяйственный отдел, транспортный участок.
4) 17 передающих станций.

## Галерея телевизионных башен Республики Адыгея

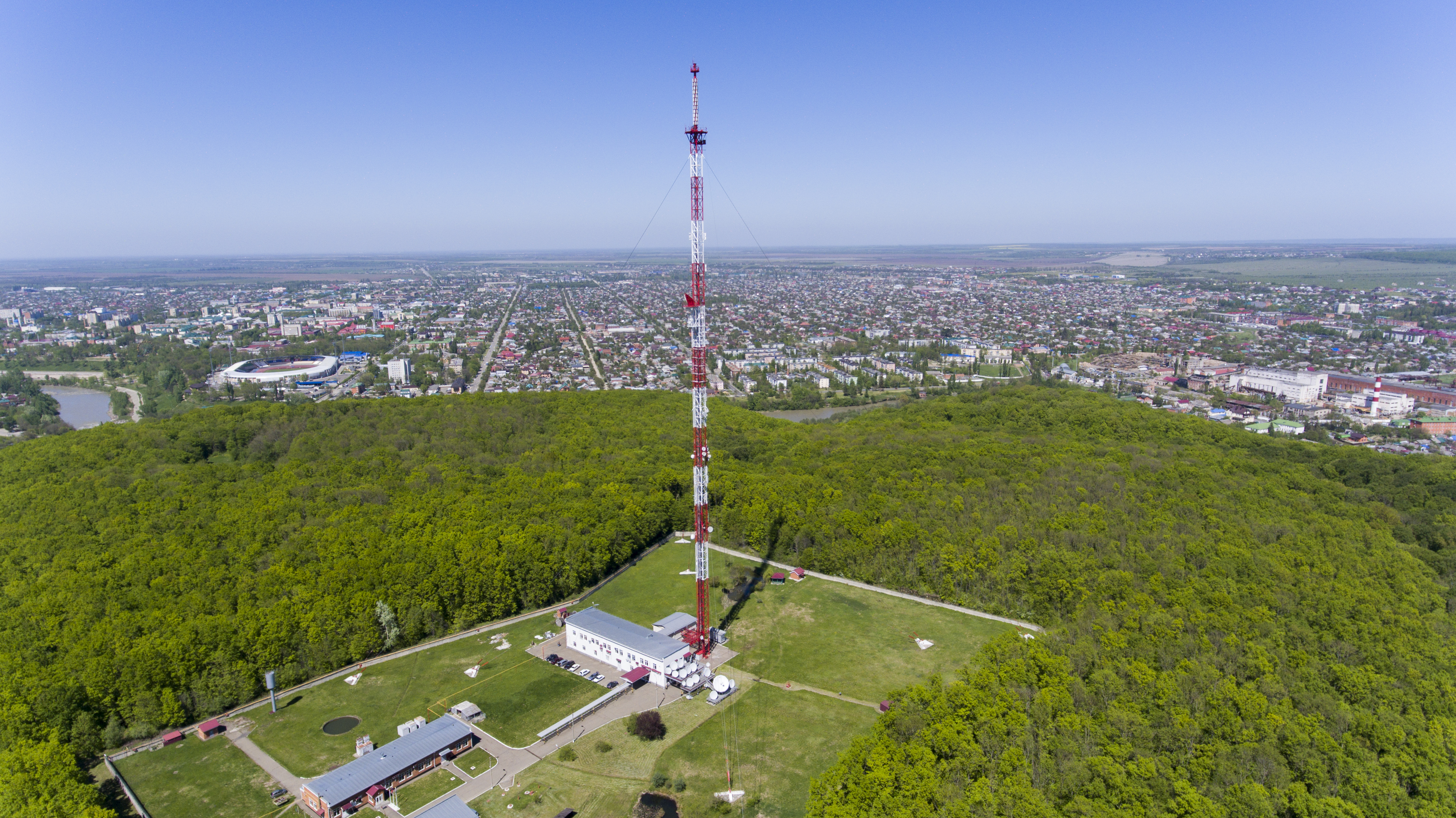
АМС Майкоп,  высота 200 метров
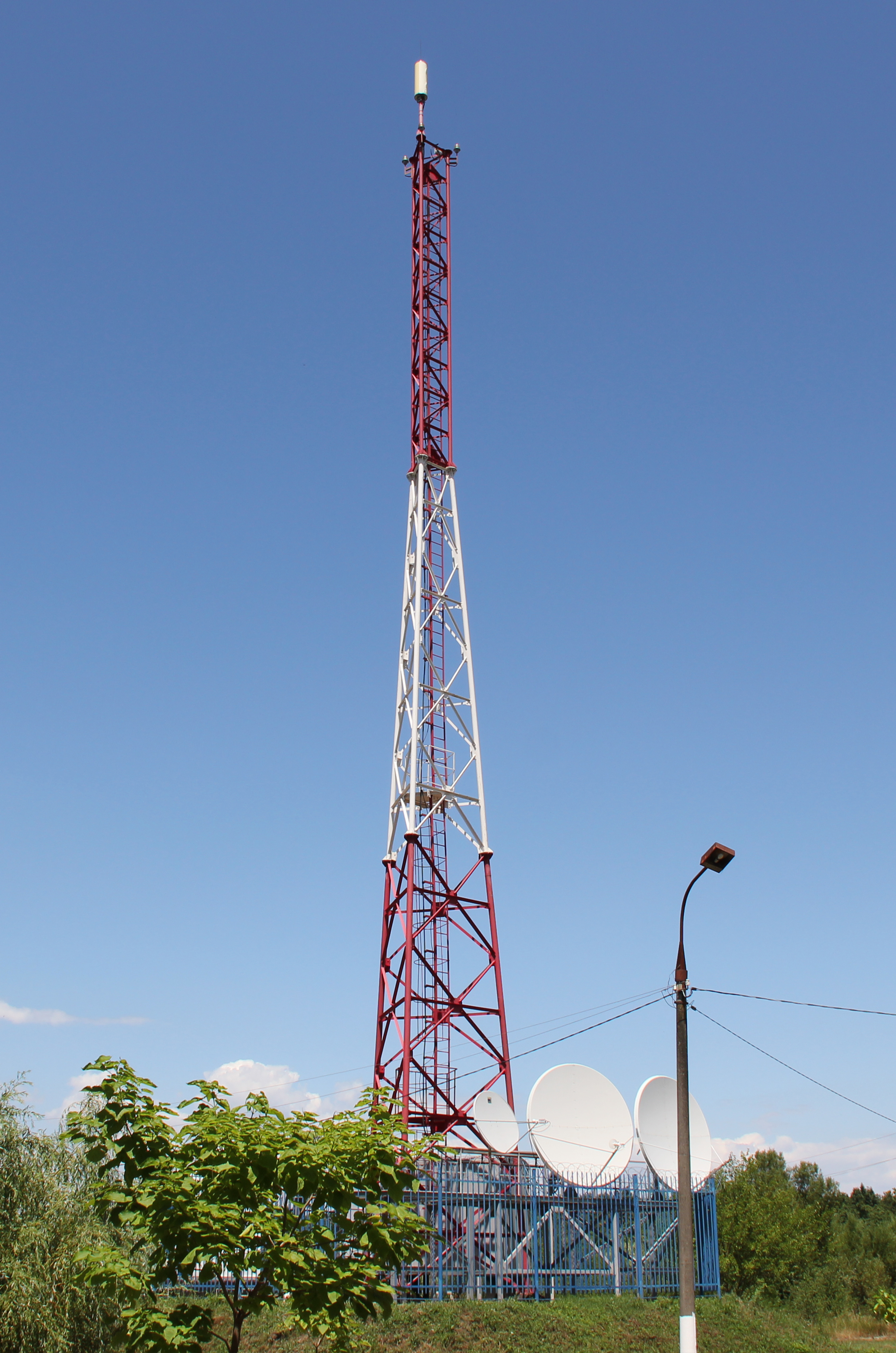
АМС Адыгейск, высота 30 метров
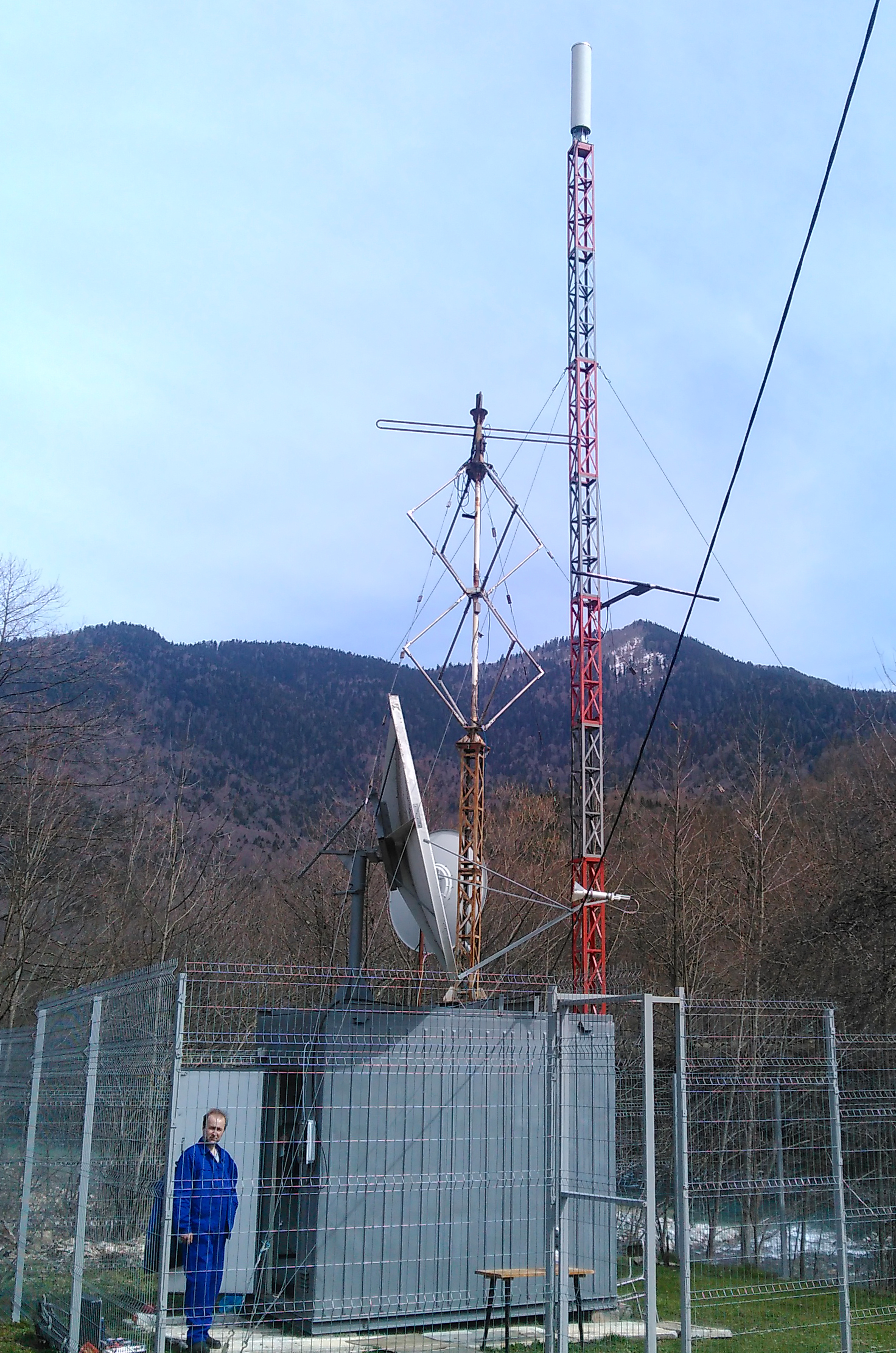
АМС Гузерипль, высота 13,5 метров
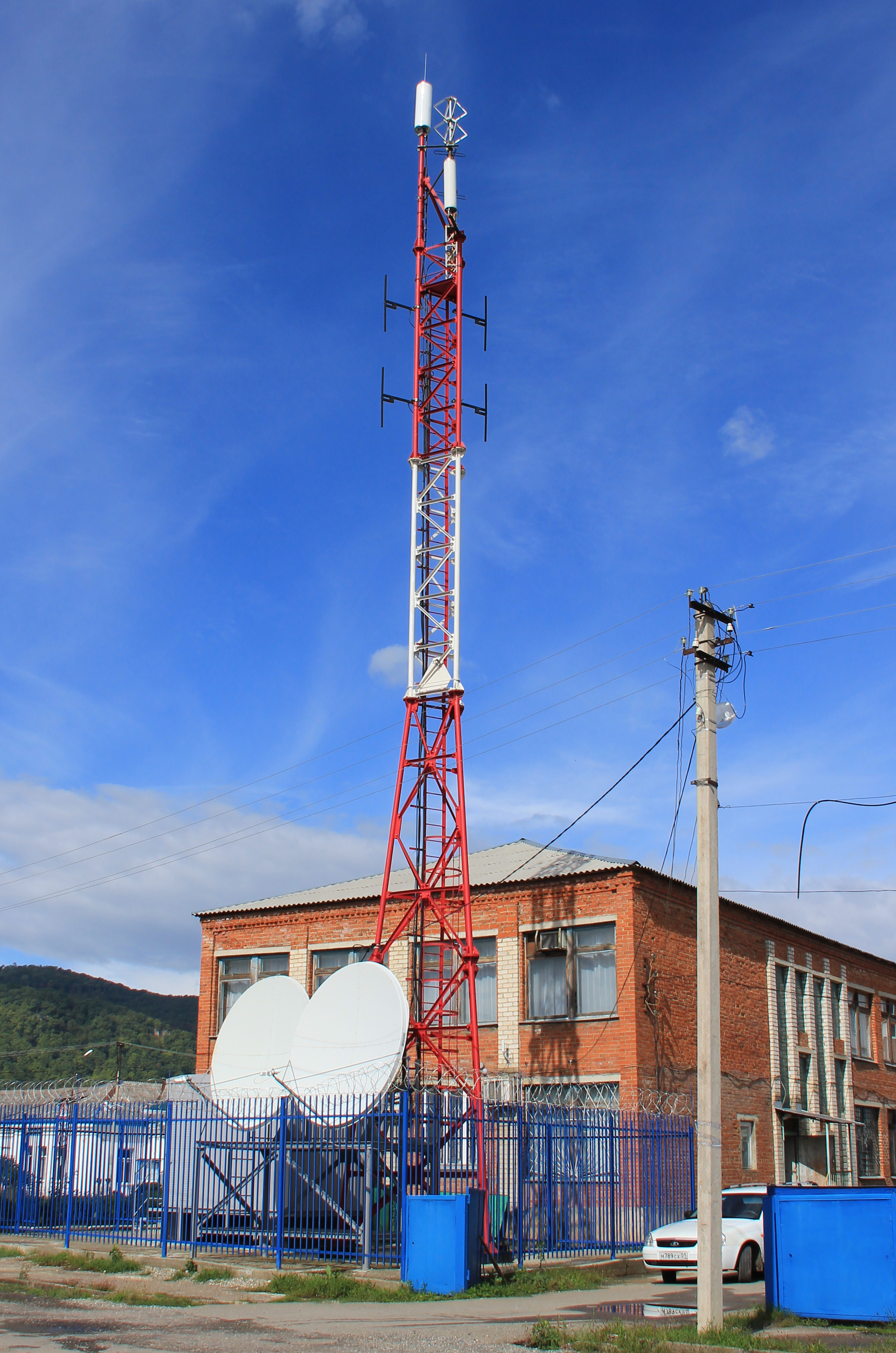
АМС Каменномостский, высота 20 метров
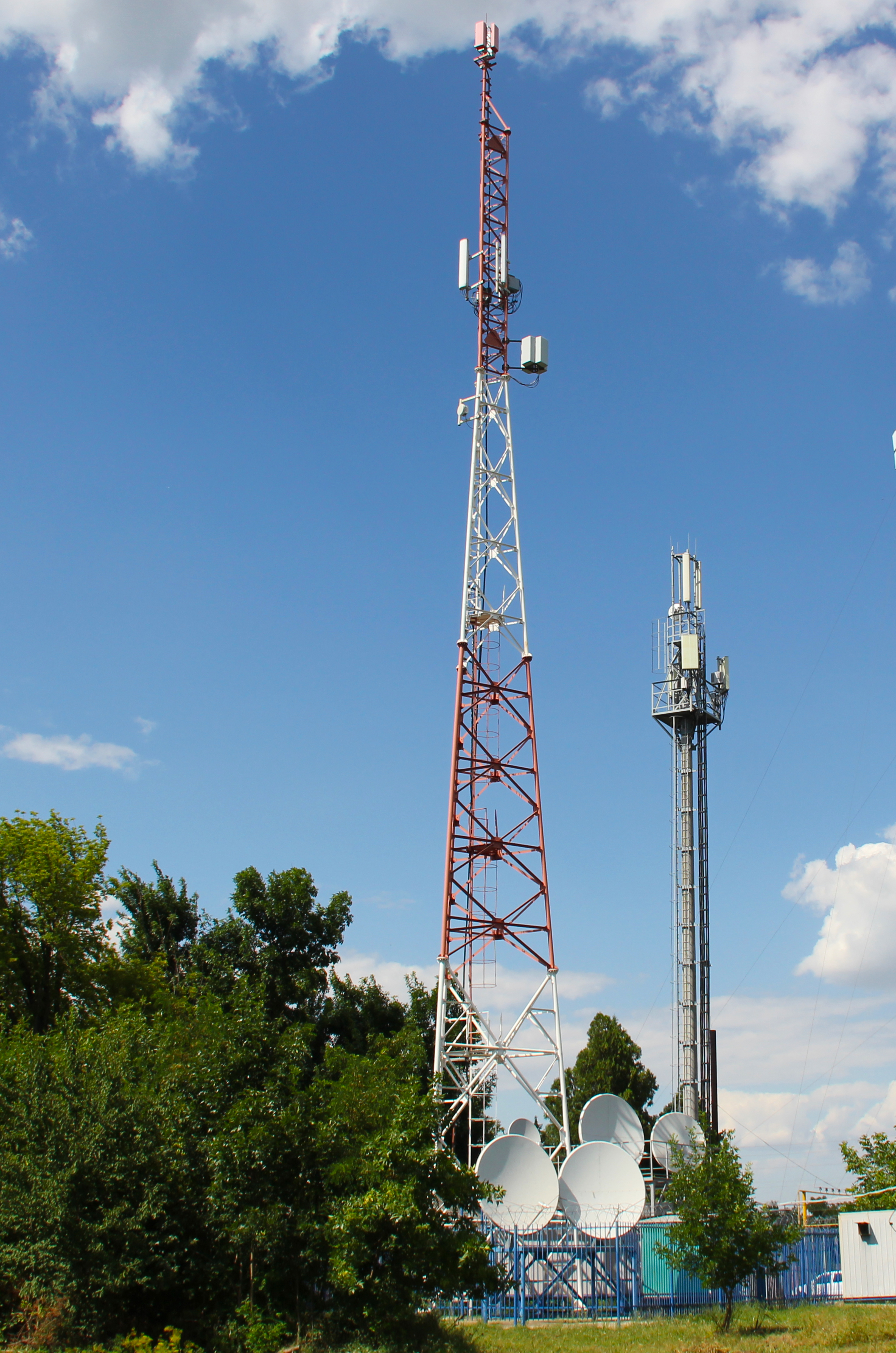
АМС Красногвардейское, высота 40 метров
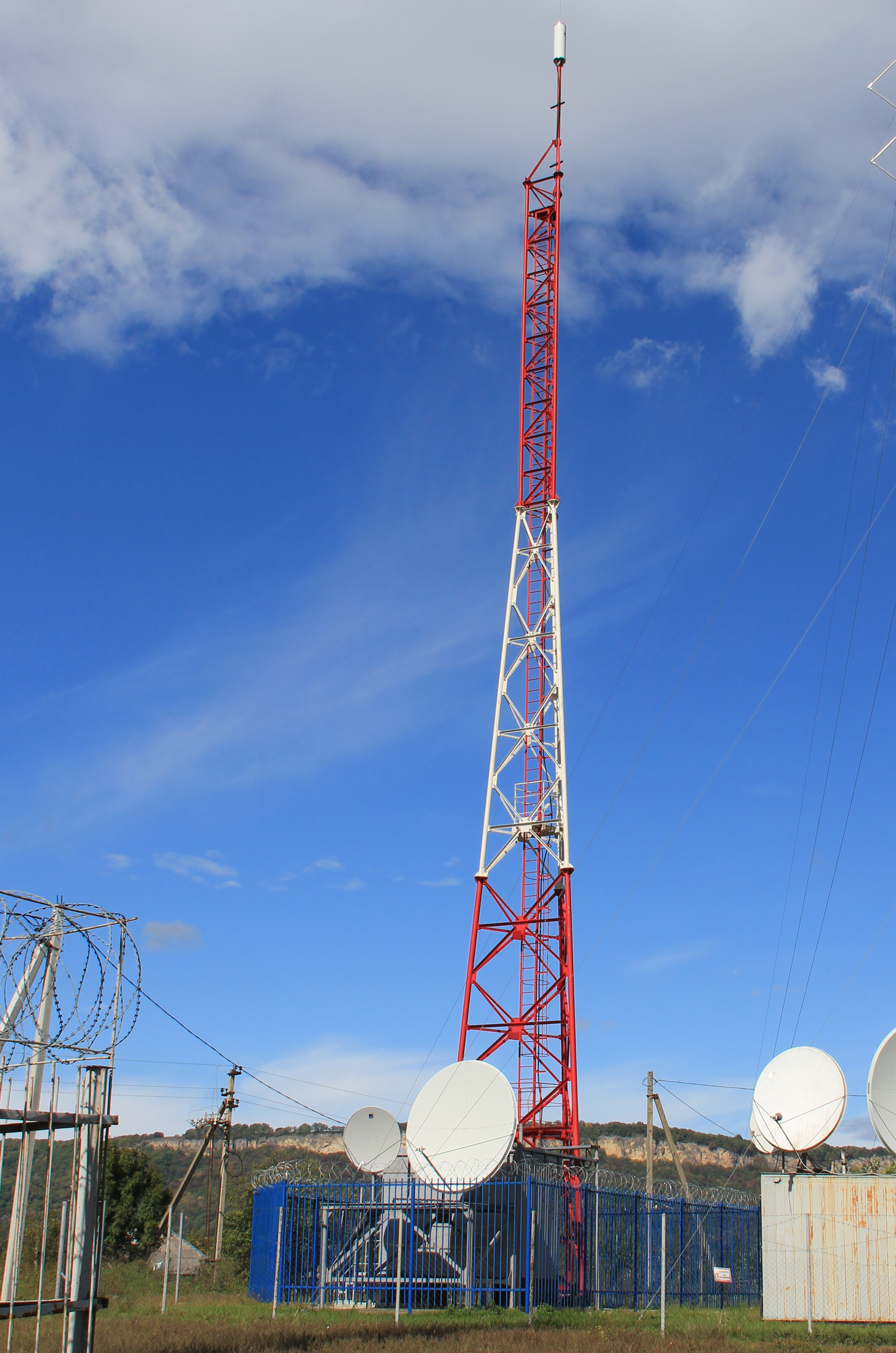
АМС Даховская,  высота 30 метров
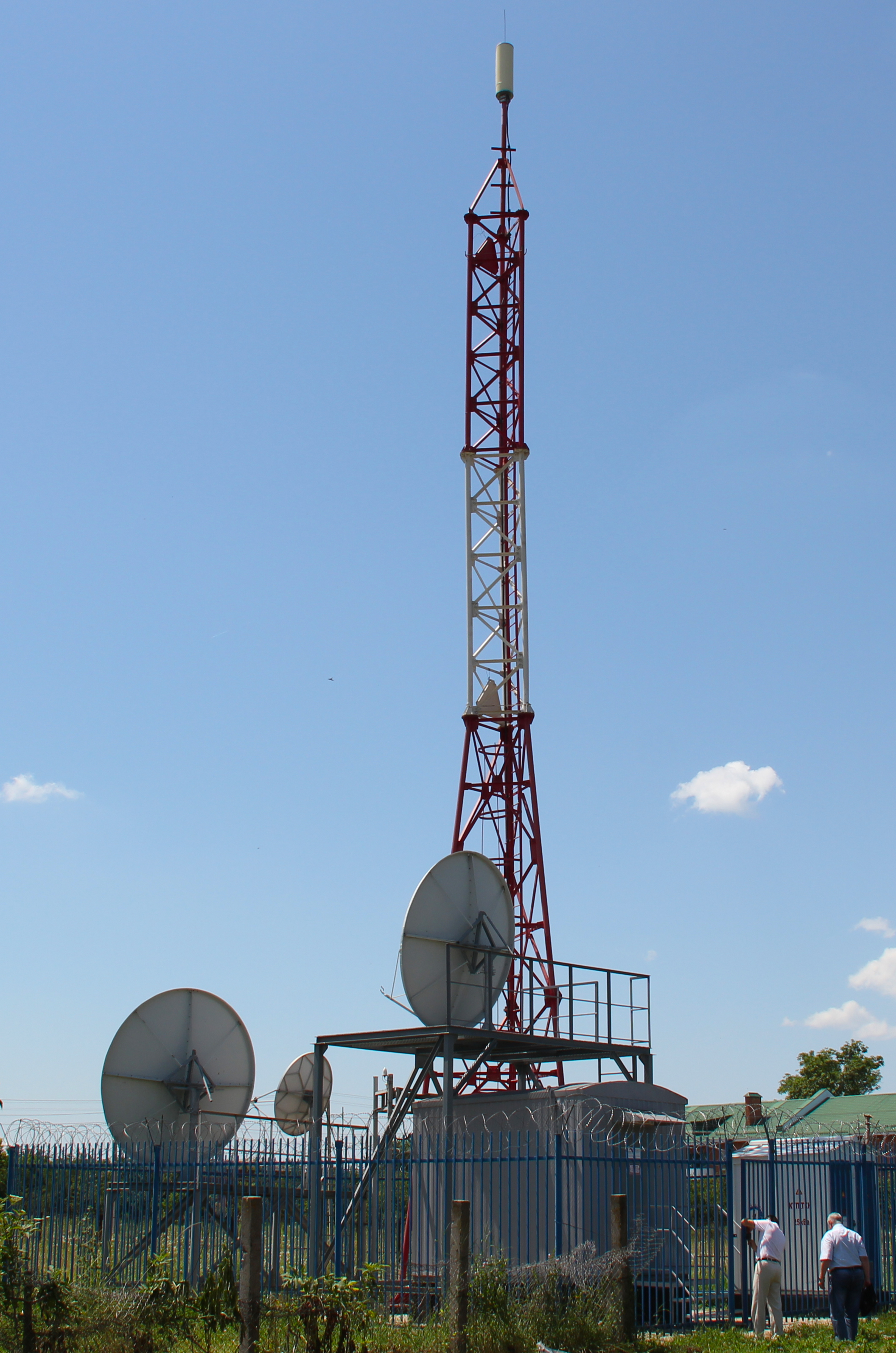
АМС Натырбово, высота 20 метров
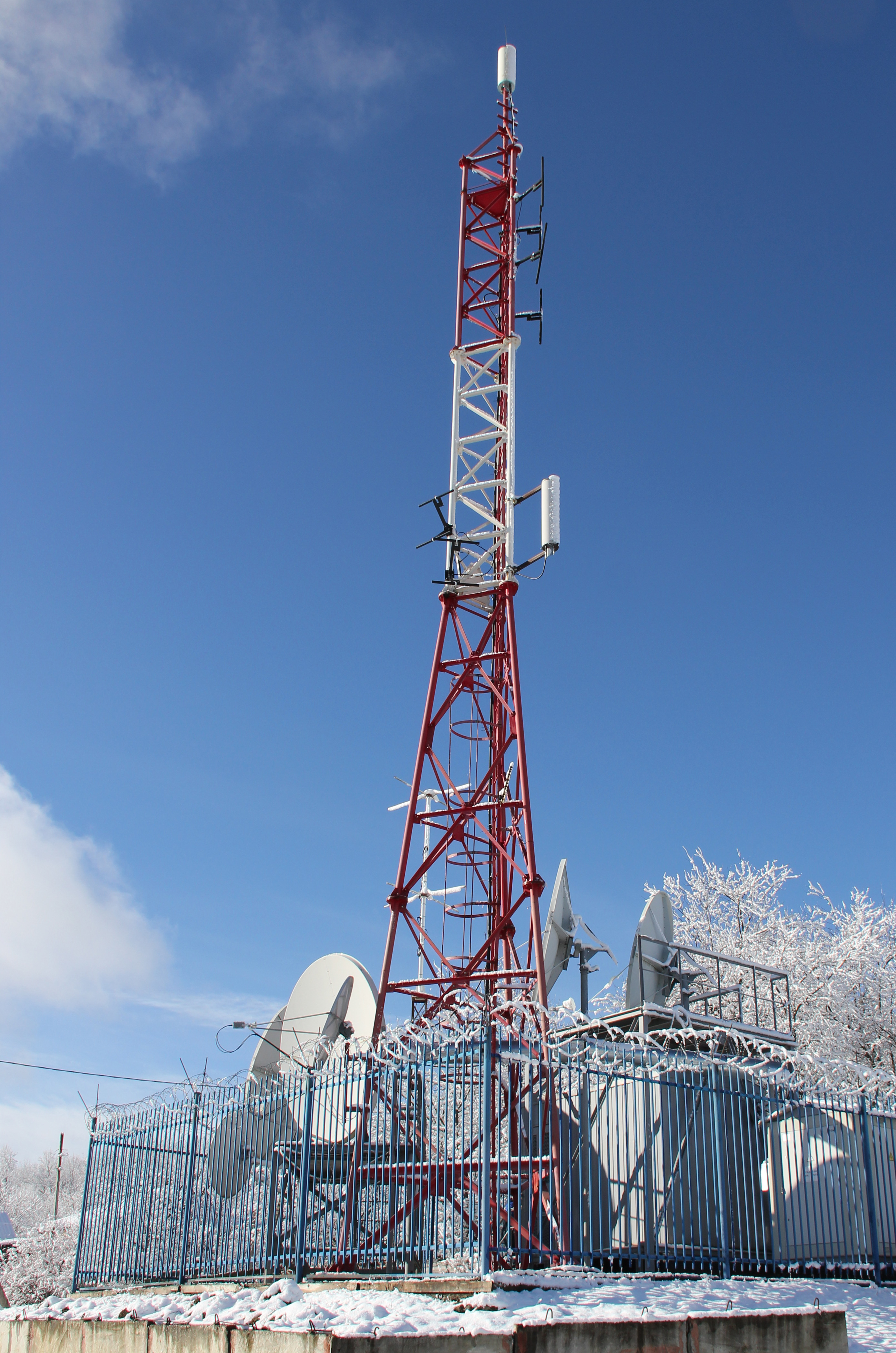
АМС Новопрохладное, высота 20 метров
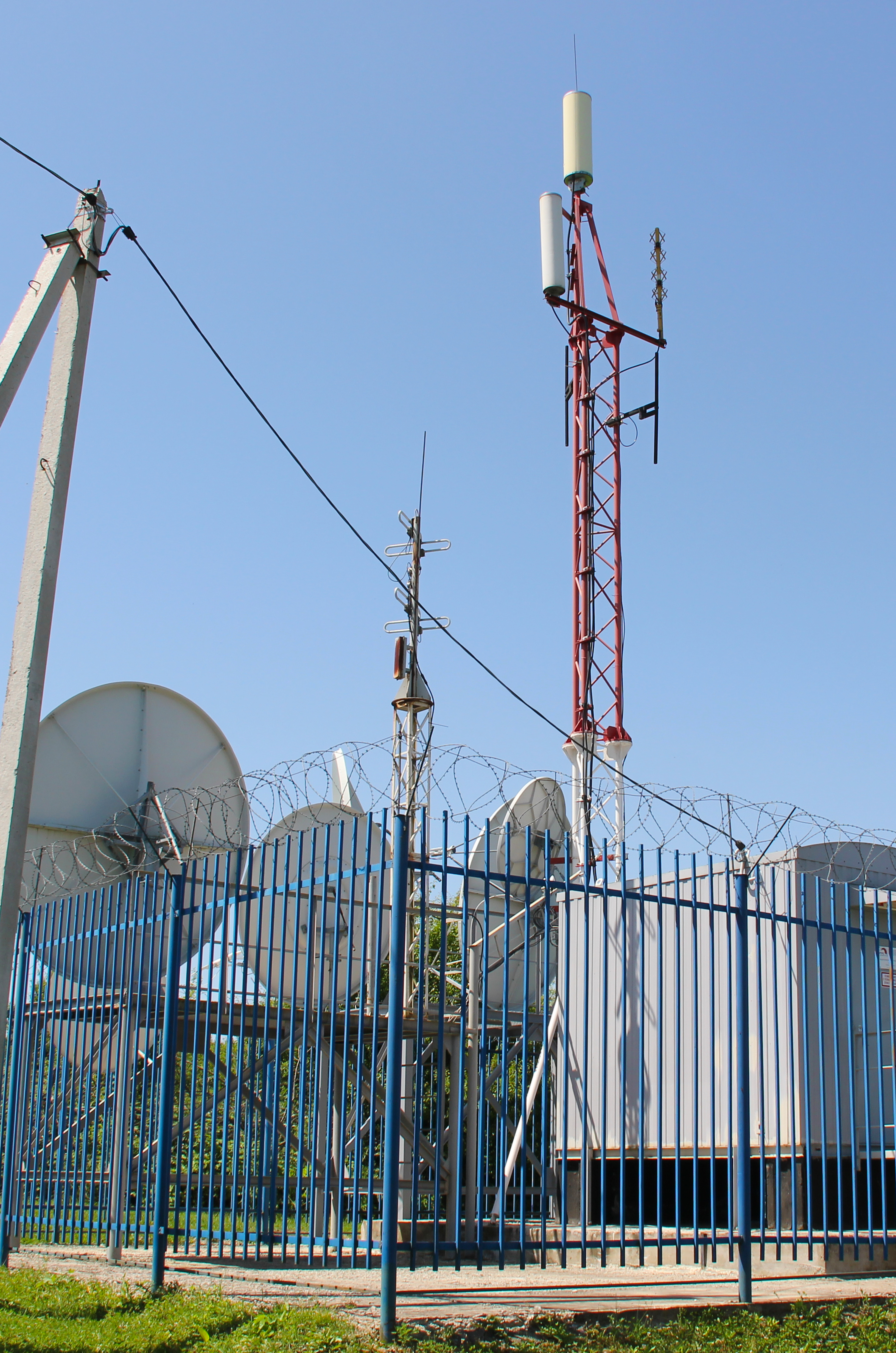
АМС Новосвободное, высота 10 метров
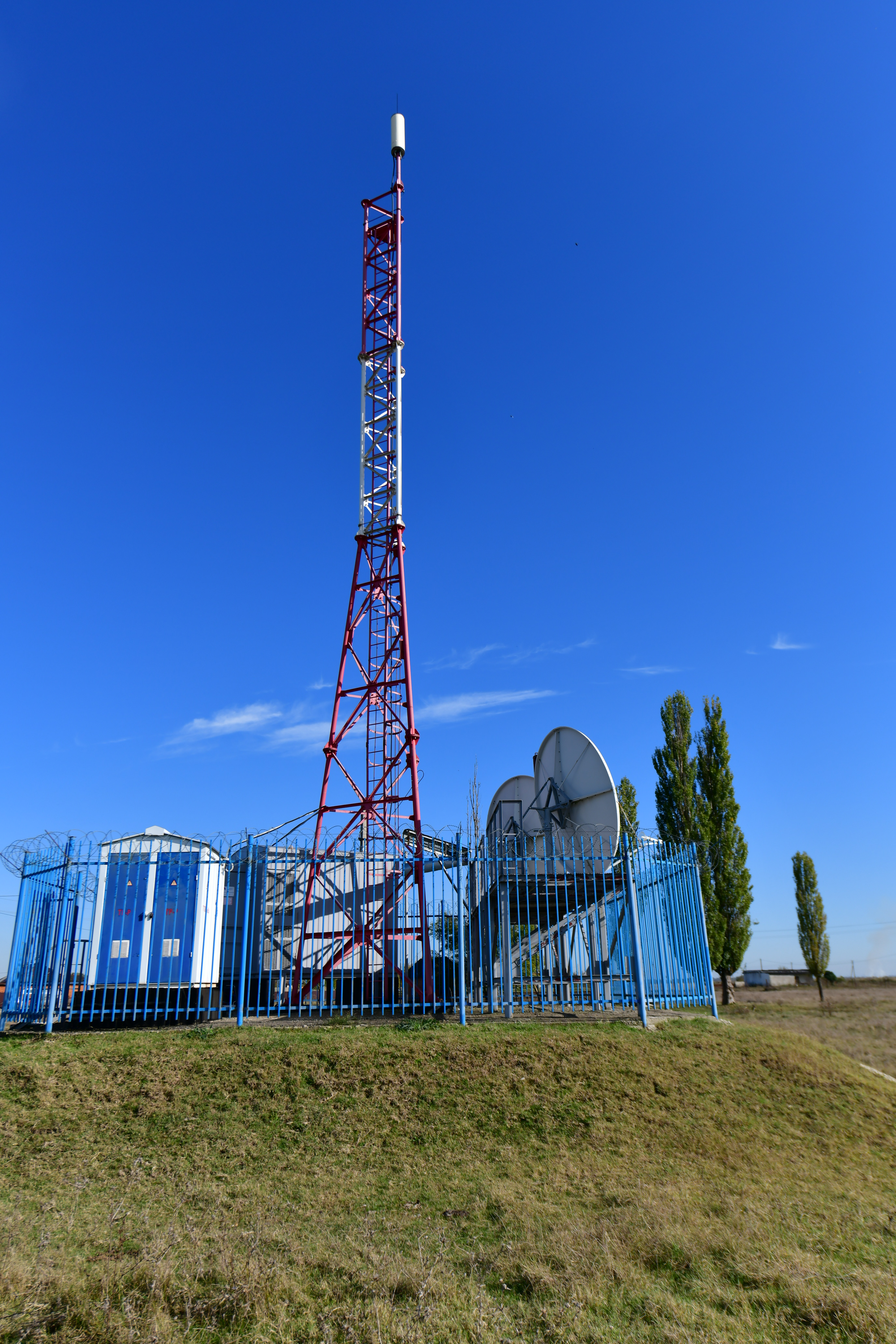
АМС Псейтук,  высота 20 метров
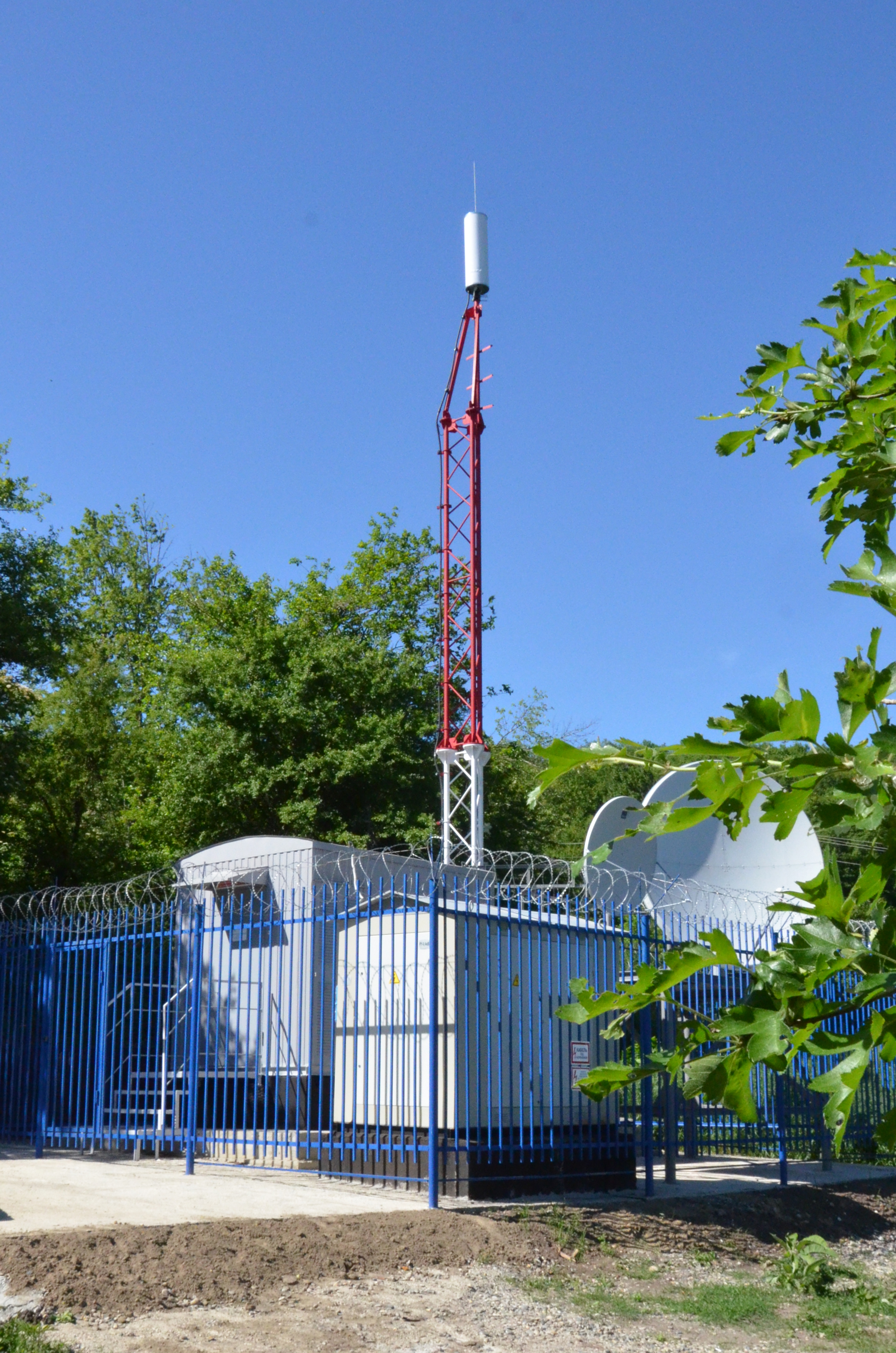
АМС Садовый,  высота 10 метров
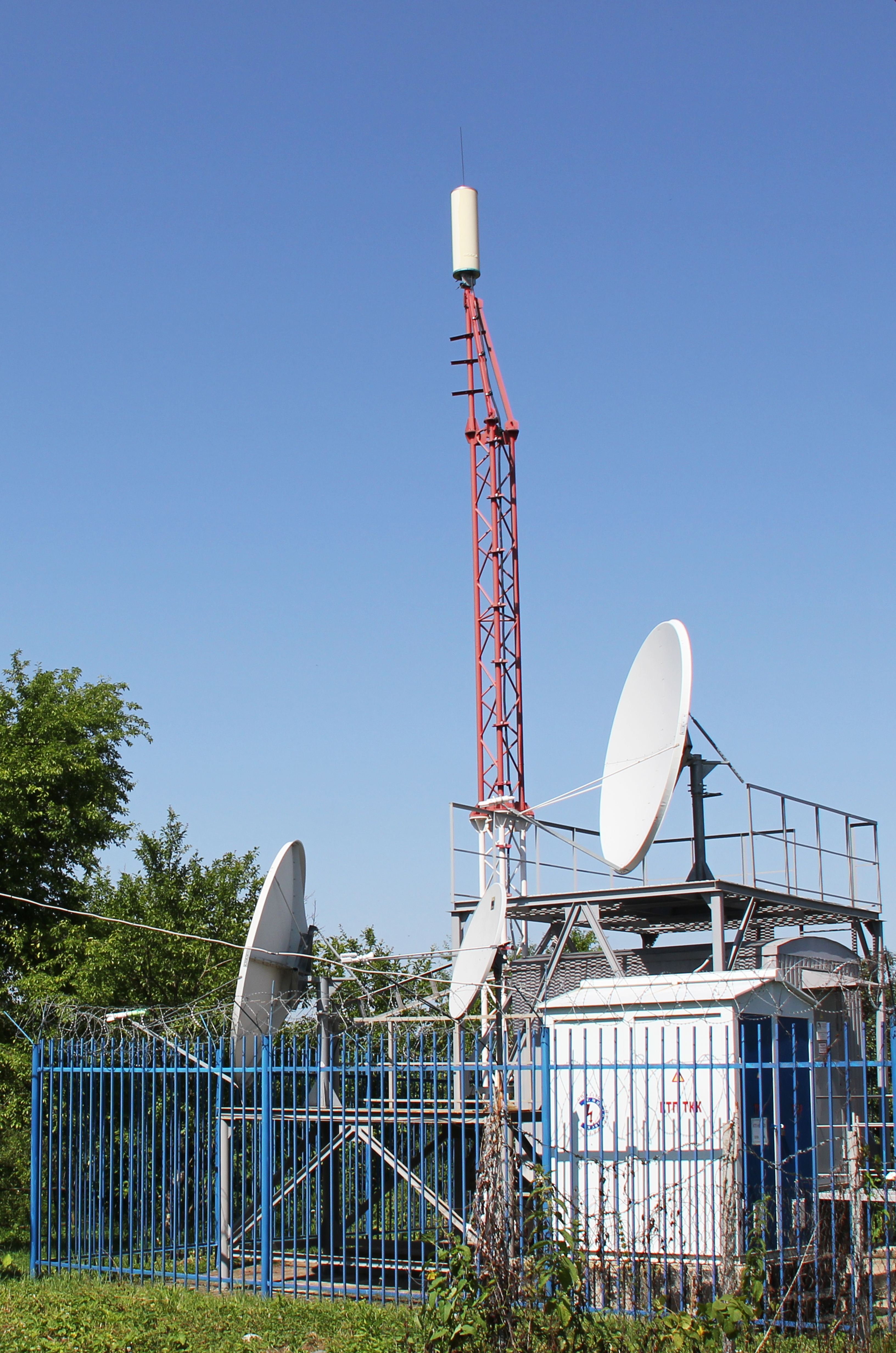
АМС Севастопольская, высота 10 метров
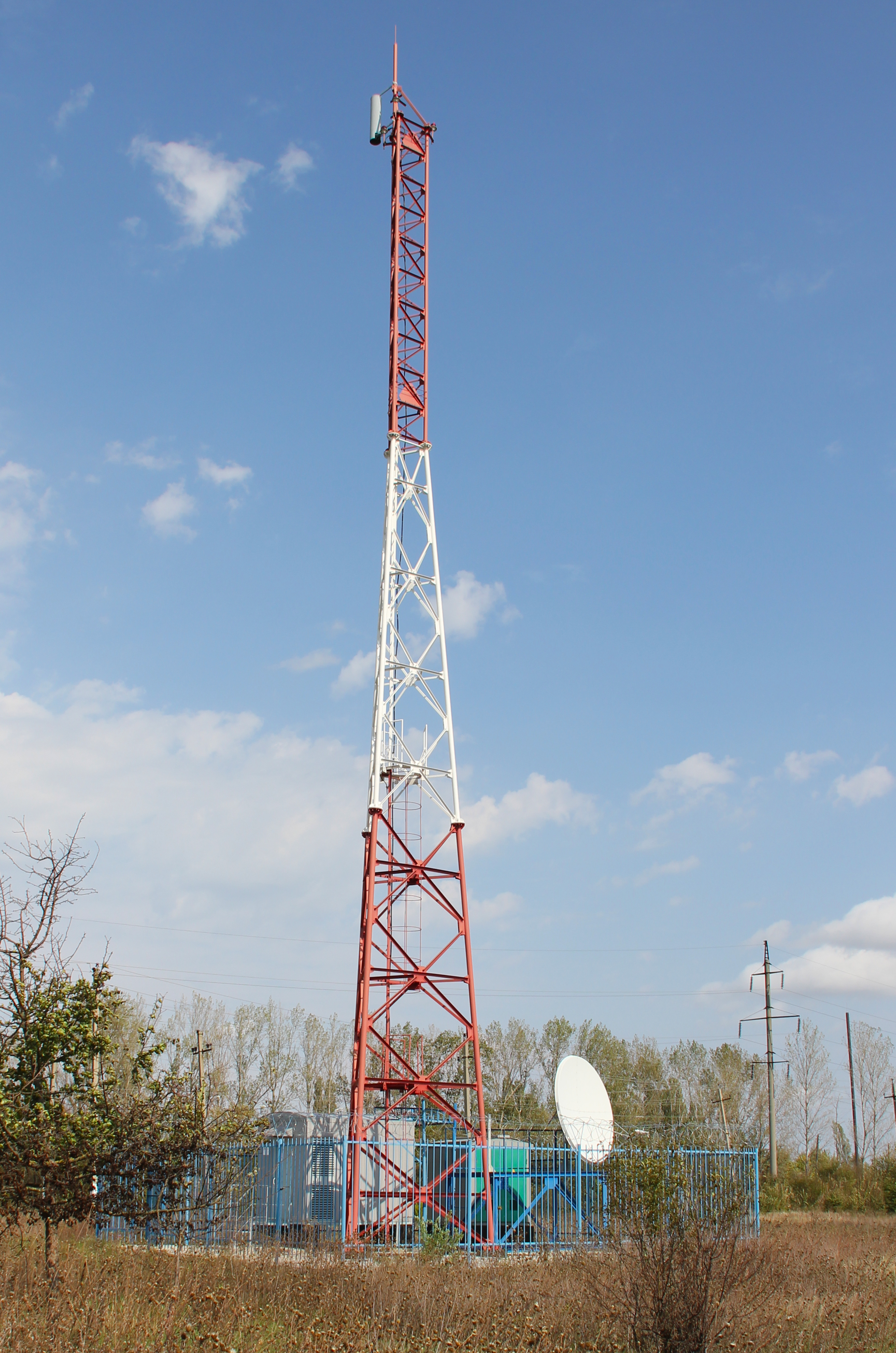
АМС Тахтамукай, высота 30 метров
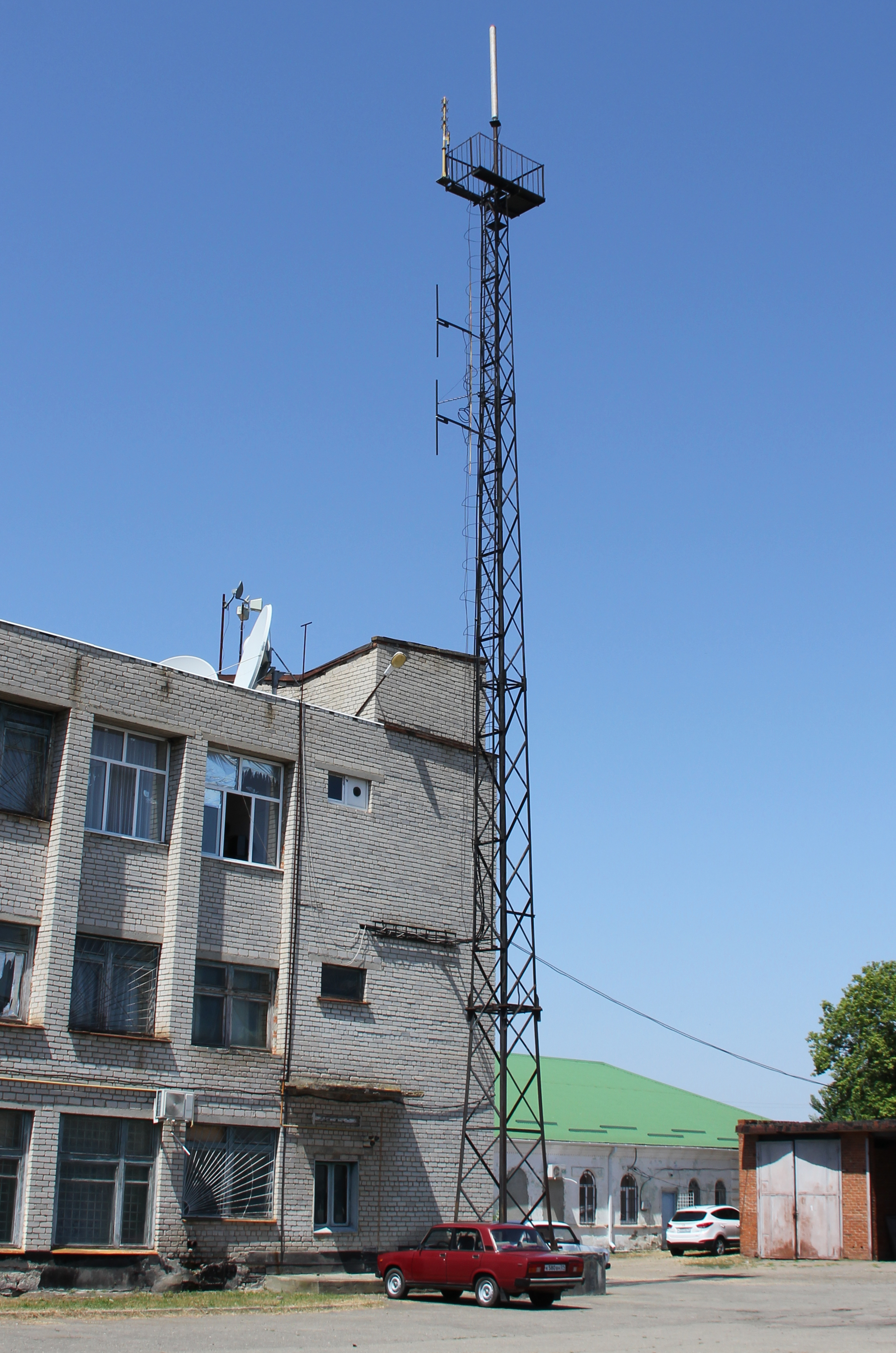
АМС Кошехабль, высота 30 метров
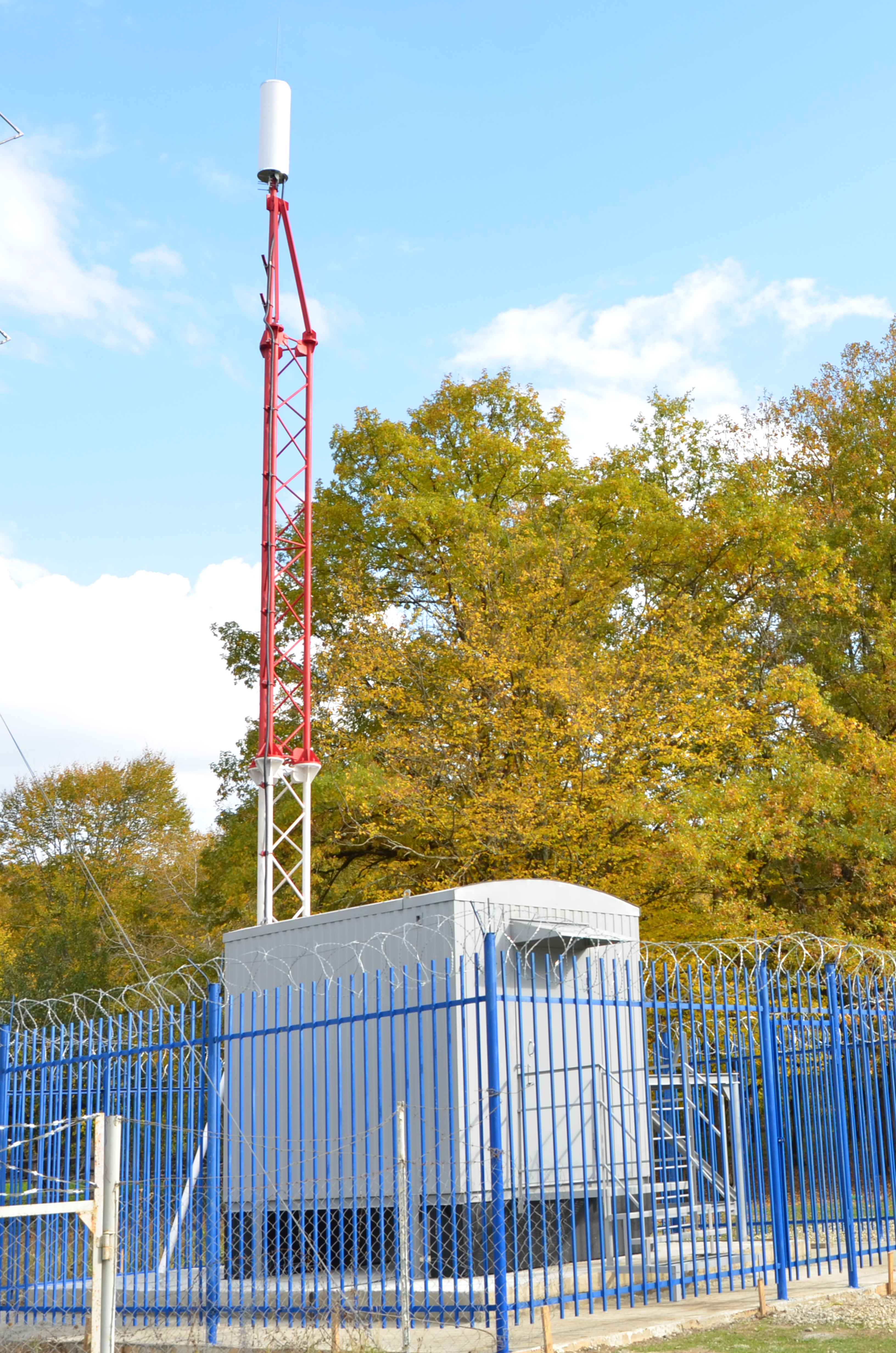
АМС Усть-Сахрай, высота 10 метров
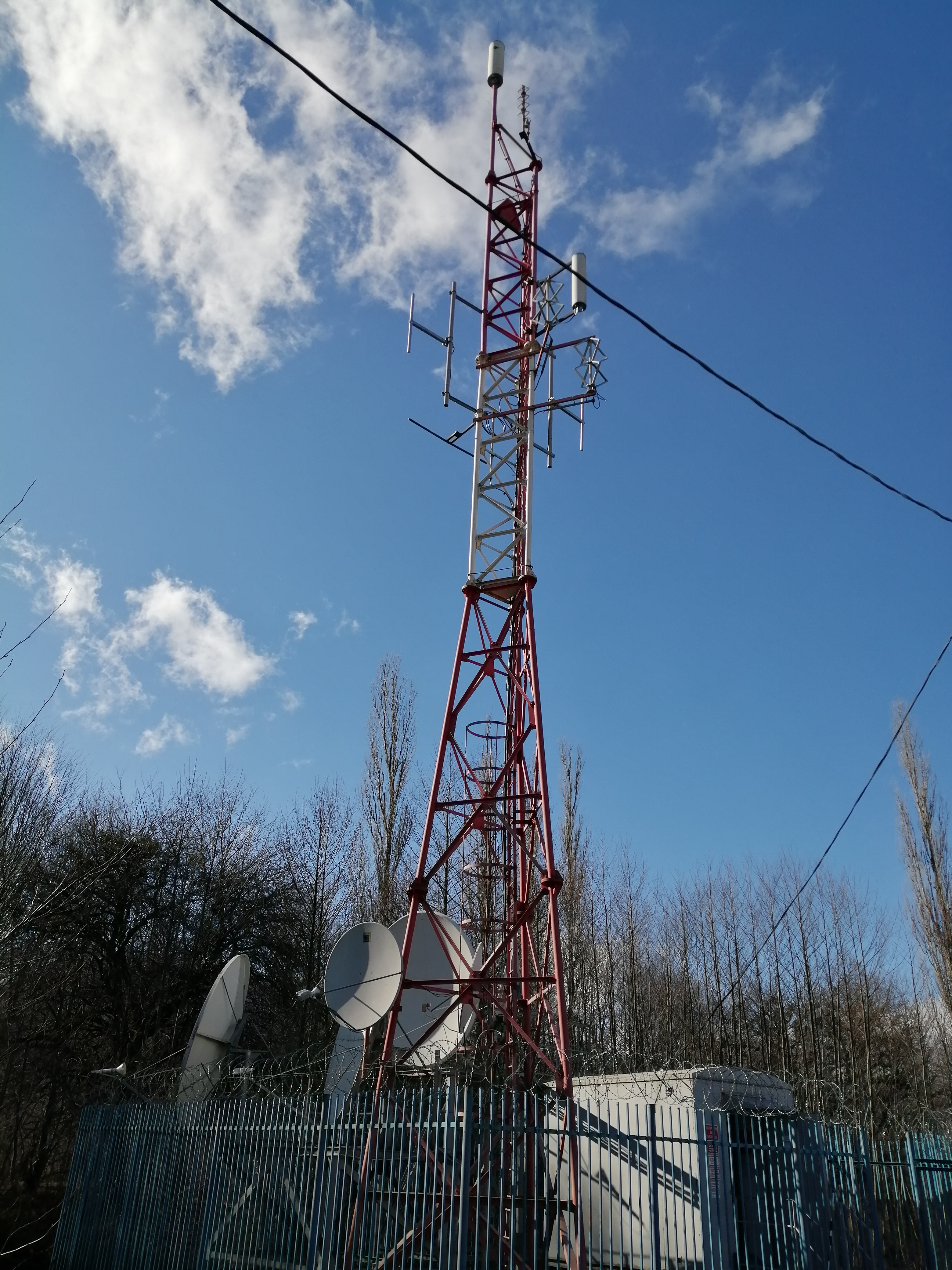
АМС Хамышки, высота 20 метров
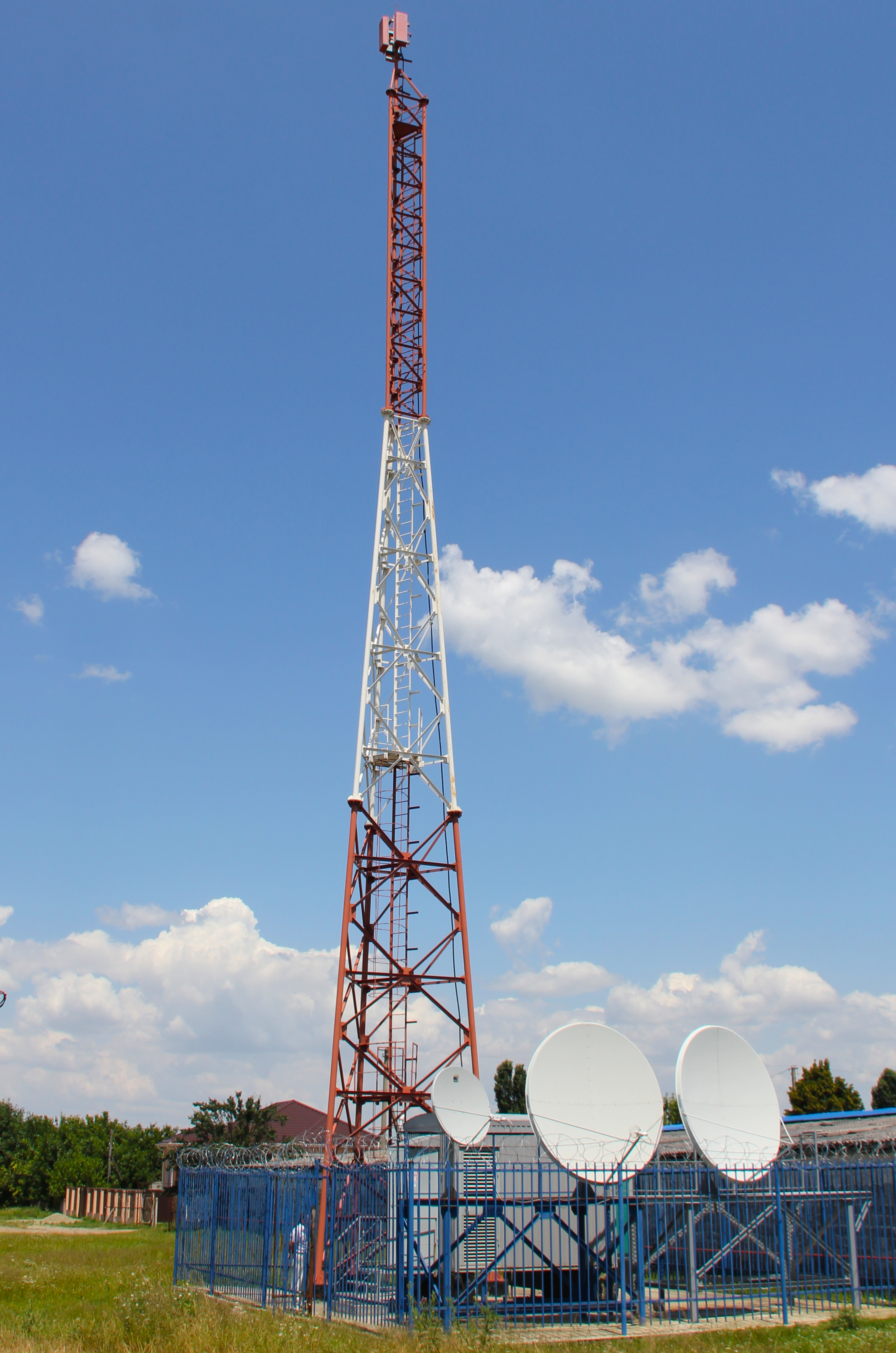
АМС Ходзь,  высота 30 метров

## Социальная ответственность
26 декабря 2018 года в филиале создана первичная профсоюзная организация.

### Коллективный договор
19 марта 2020 года заключен коллективный договор РТРС на 2020—2023 годы. В новом коллективном договоре РТРС сохранены действующие социальные льготы и гарантии для работников, в том числе более 30 социальных льгот сверх предусмотренных Трудовым кодексом РФ.

### Образование
Радиотелецентр РТРС в Республике Адыгея сотрудничает с профильными вузами и колледжами. Студенты проходят практику в подразделениях радиотелецентра, учатся обращаться с современной телерадиовещательной техникой, знакомятся с технологиями цифрового вещания.
По согласованию с Федеральным агентством связи, РТРС за счет средств федерального бюджета направляет на целевое обучение в СПбГУТ и СибГУТИ детей сотрудников предприятия. Отбор кандидатов проводится на конкурсной основе.

### Повышение квалификации
Работники РТРС повышают уровень знаний на курсах повышения квалификации и профессиональной переподготовки.
В профильных вузах сотрудники предприятия получают дополнительное профессиональное образование. Подписаны соглашения о сотрудничестве с пятью вузами. Для организации практических занятий РТРС обеспечил вузы новейшим передающим и измерительным оборудованием. Точно таким оборудованием оснащаются строящиеся цифровые объекты первого и второго мультиплексов. Это позволяет повысить качество обучения работников предприятия.

## Награды
Девять сотрудников имеют звание Почетный радист. Двое — звание Заслуженный связист Республики Адыгея. Директор филиала с 1998 по 2014 годы Константин Виноградов награжден орденом «За заслуги перед Отечеством» II степени (указ президента 21 ноября 2007 года № 1557).

## Руководитель
Ерёменко Александр Сергеевич — родился в 1983 году в городе Грозный, Чечено-Ингушской Автономной Советской Социалистической Республики.
Окончил Ростовский государственный университет в 2006 году, Московский технический университет связи и информатики в 2016 году.
В РТРС с 2008 года: инженер, ведущий инженер филиала РТРС «Ростовский ОРТПЦ», с 2014 года — заместитель директора филиала РТРС «Ивановский ОРТПЦ», с 2016 года — заместитель директора филиала РТРС «РТПЦ Республики Адыгея».
В 2017 году назначен директором филиала РТРС «РТПЦ Республики Адыгея».